# Goedartia superba
Goedartia superba là một loài tò vò trong họ Ichneumonidae.